# Salsola stellulata
Salsola stellulata är en amarantväxtart som beskrevs av Jevgenij Korovin. Salsola stellulata ingår i släktet sodaörter, och familjen amarantväxter. Inga underarter finns listade i Catalogue of Life.